# 石塘水电站
石塘水电站位于中国浙江省丽水市云和县石塘镇西南的龙泉溪上，始建于1985年，1988年首台机组发电。拦河大坝为混凝土重力坝，最大坝高38.9米，坝顶长255米，控制流域面积3234平方千米。石塘水库总库容8300万立方米，水面面积6.6平方千米。电站厂房布置在左岸，总装机容量7.8万kW，年均发电量1.89亿kW·h。